# Langues au Liberia
Le Liberia est un pays multilingue où plus de trente langues sont parlées. L'anglais, bien que langue officielle du pays, n'est parlée que par 15 % des Libériens. Aucun des groupes linguistiques ne forme une majorité qui se distingue. Les langues du Liberia peuvent être groupées en quatre familles linguistiques : les langues mandées, les langues krou, les langues mel et la langue divergente gola,.

## Groupes de langues
Langues mel
- Kissi

Langues mandée
- Bandi
- Dan
- Kpèllé
- Loma
- Maninka
- Mano
- Manya
- Mendé
- Vaï

Langues krou
- Bassa
- Dewoin (en)
- Gbi (en)
- Glaro-Twabo (en)
- Glio-Oubi (en)
- Grebo
- Klao
- Krahn (en)
- Krumen
- Kuwaa
- Sapo
- Tajuasohn (en)

Gola
- Gola

## Anglais
Il s'est développé dans le pays trois formes d'anglais :
- Anglais libérien (en)
- Créole libérien (anglais libérien vernaculaire)
- Merico (en) (americano-libérien)

## Statistiques

### Langues
Le recensement de 2008 ne recense pas directement les langues mais les ethnies uniquement, qui correspondent généralement bien aux langues parlées.
| Ethnie                | %     | #         |
| --------------------- | ----- | --------- |
| Kpelle                | 20,3  | 705 554   |
| Bassas (en)           | 13,4  | 466 477   |
| Grebo                 | 10,0  | 348 758   |
| Dan                   | 8,0   | 276 923   |
| Mano                  | 7,9   | 273 439   |
| Krou                  | 6,0   | 209 993   |
| Loma                  | 5,1   | 178 443   |
| Gola                  | 4,4   | 152 925   |
| Vaï                   | 4,0   | 140 251   |
| Krahn                 | 4,0   | 139 085   |
| Mandingues (Mandingo) | 3,2   | 110 596   |
| Mendé                 | 1,3   | 46 413    |
| Sapo                  | 1,2   | 43 327    |
| Kuwaa (Belle)         | 0,8   | 26 516    |
| Kissi                 | 0,5   | 16 798    |
| Dey (Dewoin)          | 0,3   | 11 783    |
| Bandi                 | 0,3   | 10 525    |
| Autres africaines     | 1,4   | 47 453    |
| Autres libériennes    | 0,6   | 20 934    |
| Non africaines        | 0,1   | 4 508     |
| Total                 | 100,0 | 3 476 608 |